# 니벨 공세
1917년의 니벨 공세는 서부 전선에서 영국-프랑스 연합군이 개시한 공세였다. 프랑스군은 공세에서 10,000명의 사상자를 내며 48시간 만에 엔강의 독일군 방어선을 돌파하면서 전략적으로 결정적인 것으로 여겨졌다. 프랑스 제3군이 생퀜틴에서, 그리고 영국 제1군과 제3군, 제5군이 아라스에서 예비 공격을 가했다. 이 예비공격은 고지를 점령하고 엔강과 샹파뉴 지역의 독일 예비군을 분산시키기 위함이었다. 주요 공세는 프랑스군이 셰맹 드 다메 능선에 공격을 가하는 것이었고, 제4군이 부수적인 공격이 이어질 예정이었다. 공세의 최종단계는 영국군과 프랑스군이 만나 독일군 전선을 돌파하고 패배한 독일군을 독일 국경까지 철수시키는 것이었다.  
니벨레 공세는 전술적으로 성공적이었다. 프랑스 제3군은 4월 1일부터 4월 4일까지 생퀜틴 근처의 힌덴부르크 선 서쪽 독일 방어선을 점령하는데 성공했다. 영국 제3군과 1군은 아라스 전투에서 참호전이 시작된 이래 스카르프 강을 따라 가장 깊숙이 진격했으며, 독일 예비군을 분산시키고, 북쪽의 비미 능선 전투에서 승리를 거두었다. 엔강에서의 프랑스군 공세는 4월 16일에 시작되어 상당한 전술적 승리를 거두었으나, 독일군에 대한 결정적 승리를 거두려는 시도는 실패로 끝났고 4월 25일 작전은 중단되었다. 
니벨레 공세의 전략적 실패와 프랑스군의 높은 사상자 수는 프랑스군에서의 폭동과 니벨레에 대한 불신으로 이어졌다. 이에 따라 니벨레는 페탱으로 교체되었고, 프랑스군은 방어전략을 채택했으며 프랑스군은 회복을 하며 재무장했다. 관측소 전투라 알려진 싸움은 셰멩 드 다메와 모롱빌리에 강을 따라 여름 내내 이어졌다.10월 말 프랑스군은 셰맹 드 다메의 서쪽 끝에 목표 제한적 공격인 라말메종 전투를 개시해 독일군 아이레테 협곡으로 철수시켰다.